# Frankenstein o il moderno Prometeo
Frankenstein o il moderno Prometeo (Frankenstein; or, The Modern Prometheus), o semplicemente Frankenstein, è un romanzo gotico, horror e fantascientifico composto dalla scrittrice britannica Mary Shelley fra il 1816 e il 1817, all'età di 19 anni. Fu pubblicato nel 1818 e modificato dall'autrice per una seconda edizione del 1831. È questo il romanzo con cui nascono le figure letterarie del dottor Victor Frankenstein e della sua creatura, spesso ricordata come mostro di Frankenstein, ma anche, in maniera erronea, come Frankenstein, nome che, invece, appartiene al suo artefice.
Frankenstein è uno dei miti della letteratura proprio perché affonda le sue radici nelle paure umane: è probabile che il suo successo sia dovuto proprio alla figura del mostro, espressione della paura al tempo diffusa per lo sviluppo tecnologico. La "creatura" è l'esempio del sublime, del diverso, che in quanto tale causa terrore.
Dalla pubblicazione del libro, il nome di Frankenstein è entrato nell'immaginario collettivo in ambito letterario, cinematografico e televisivo. È inoltre spesso utilizzato, per estensione, come esempio negativo in quello bioetico, alludendo al fatto che il suddetto dottore compisse esperimenti illeciti o eticamente discutibili.

## Trama

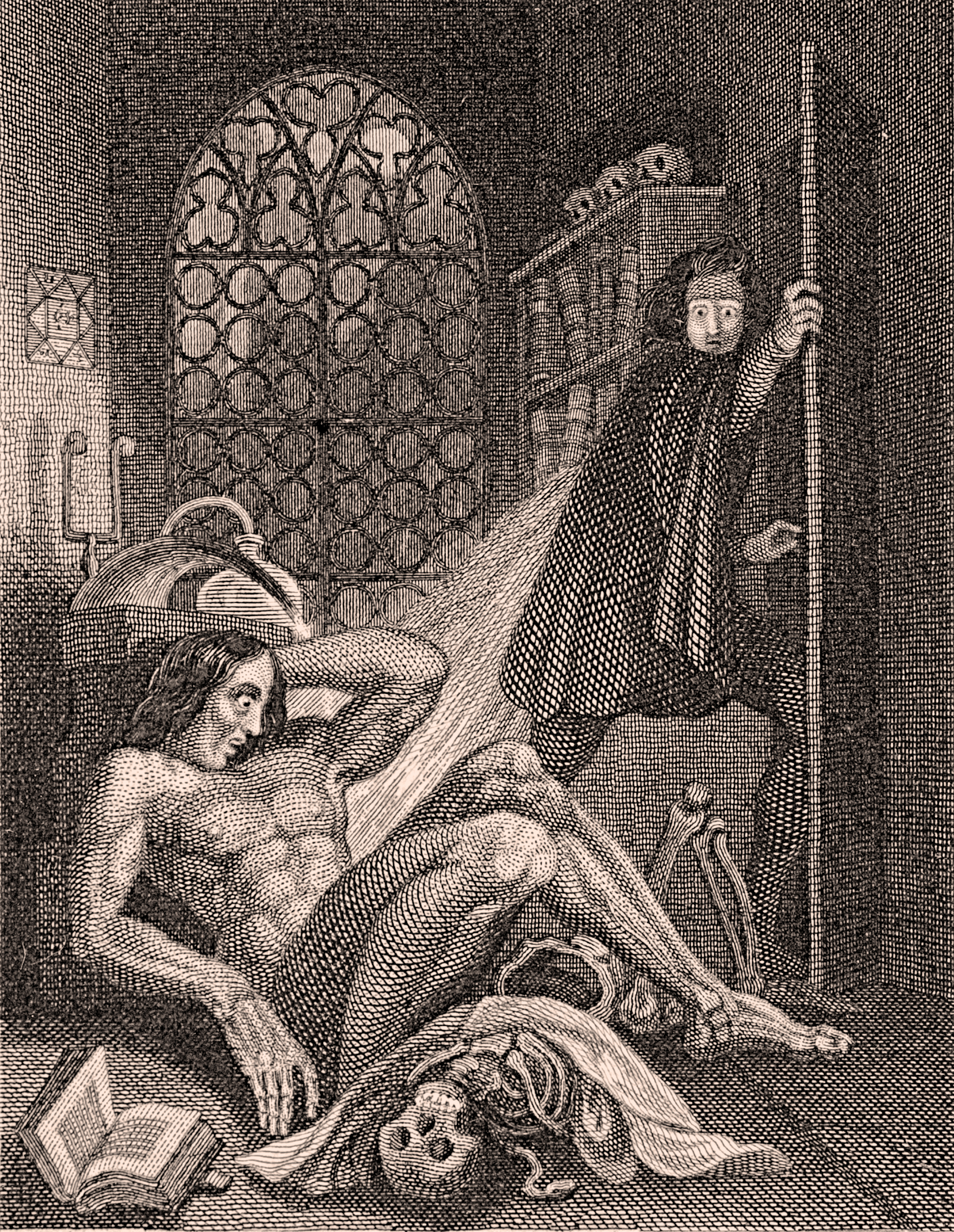
Illustrazione dalla copertina interna dell'edizione del 1831

La vicenda, ambientata nel XVIII secolo, inizia con le lettere che il giovane capitano ed esploratore Robert Walton scrive alla sorella Margaret. Walton è appena diventato ricco grazie all'eredità di un cugino e ha deciso di intraprendere un viaggio nella speranza di giungere al polo e scoprire cosa attrae l'ago magnetico della bussola verso nord. La sua nave parte da San Pietroburgo e, giunta nell'estremità dell'emisfero, rimane intrappolata fra blocchi di ghiaccio: dopo alcuni giorni, mentre Walton insiste per liberare la nave e proseguire, l'equipaggio scorge fra i ghiacci una figura enorme e mostruosa su una slitta che, poco tempo dopo, scompare. Il giorno successivo appare una seconda slitta, con a bordo un uomo praticamente congelato: costui si avvicina alla nave e, dopo l'insistenza da parte dell'equipaggio, sale a bordo. Walton inizia a scrivere alla sorella degli avvenimenti che si susseguono e dell'incredibile storia del forestiero, che, una volta recuperate le forze, si presenta come il dottor Victor Frankenstein, scienziato di Ginevra.
Il dottor Frankenstein inizia il suo racconto narrando della sua nascita a Napoli da una famiglia originaria della Svizzera dove vive un'infanzia felice, con i suoi amorevoli genitori, Alphonse e Caroline Beaufort Frankenstein, la sorella adottiva Elizabeth Lavenza e i fratelli minori Ernest e William, e trascorre il tempo studiando con impegno insieme a Elizabeth, leggendo con passione le opere di antichi autori come Paracelso, Cornelio Agrippa e Alberto Magno e frequentando il caro amico Henry Clerval. L'esistenza di Frankenstein viene sconvolta dalla morte della madre a causa della scarlattina, contagiata da Elizabeth. Caduto in un trauma psicologico, Victor continua a studiare coltivando segretamente un sogno impossibile per chiunque: la creazione di un essere umano più intelligente del normale, dotato di salute perfetta e lunga vita.
Pensando sempre con affetto a Elizabeth, Victor si iscrive all'Università di Ingolstadt, in Germania, per elevarsi culturalmente, e decide di dedicarsi alla filosofia naturale, che gli era sempre stata invisa. Si presenta quindi ai professori Krempe e Waldman, che, ciascuno in un modo diverso, lo spingono a uno studio appassionato della materia. Nel giro di due anni, Frankenstein diventa il più profondo conoscitore della filosofia naturale in tutta l'università e, assimilate conoscenze mediche insperate, si reca di notte nei cimiteri, dove apre le tombe e studia la decomposizione e il percorso degenerativo dei cadaveri, acquisendo così la conoscenza che gli permetterà di generare la vita dalla morte, di produrre qualcosa di vivo da materia inanimata. Frankenstein si mette allora al lavoro per realizzare la sua creazione. La creatura viene realizzata e portata in vita, ma fin da subito appare deforme e sgraziata alla vista, contro le aspettative, a causa del lavoro fatto sui cadaveri, nonché dotata di una forza fisica smisurata, e fugge nella notte, portando con sé il cappotto e il diario personale del suo creatore, che, colmo di disgusto, lo abbandona al suo destino.
Terminati gli studi medici, lo scienziato rientra a Ginevra, ma la creatura in segreto ritorna e uccide William, fratello minore di Victor, facendo ricadere i sospetti su Justine Moritz, governante della famiglia Frankenstein, che viene arrestata, giudicata colpevole dal tribunale e messa a morte. Durante una breve vacanza in Savoia, il giovane scienziato incontra il mostro da lui creato, che gli confessa di aver ucciso William e gli racconta di averlo seguito grazie alle indicazioni del diario, imparando la lingua francese osservando di nascosto una famiglia che viveva nella zona in cui si era rifugiato, quella di un anziano uomo chiamato De Lacey. Questa famiglia si dedicava all'agricoltura e all'allevamento e il mostro li osservava e li aiutava in segreto di notte, quando, non visto, spalava la neve davanti alla loro casa e portava loro legna per l'inverno e ortaggi nei periodi di magra. Quando però aveva deciso di mostrarsi a loro, essi lo avevano scacciato violentemente, disgustati dal suo aspetto esteriore, dandosi immediatamente alla fuga.
A questo punto il mostro fa al suo creatore una richiesta insolita: la creazione di un altro mostro come lui ma di genere femminile che possa fargli da compagna, con la promessa che i due si ritireranno insieme nelle terre sconosciute dell'America del Sud. In un primo momento Victor accetta, decidendo di recarsi in Gran Bretagna con lo scopo di sviluppare le proprie conoscenze, sempre insieme a Henry Clerval. La creatura, in segreto, continua a seguirlo. Ritiratosi su un'isola delle Orcadi, Victor inizia a creare un altro mostro, ma in seguito pensa che ciò potrebbe avere conseguenze tragiche: potrebbe accadere che i due mostri, anziché andare d'accordo, arrivino a odiarsi, e che diano origine a una progenie di creature come loro, a rischio di annientare gli uomini, e distrugge il secondo mostro prima di dargli vita. Scoperto dal mostro, Frankenstein tenta la fuga ma, approdato in Irlanda a seguito di un burrascoso viaggio, viene arrestato con l'accusa dell'omicidio dell'amico Clerval, ucciso in realtà dal mostro. Dopo essere stato rilasciato grazie all'aiuto del magistrato locale, che lo ritiene innocente, Frankenstein torna in Svizzera accompagnato dal padre e decide di sposare la sua amata Elizabeth.
Il mostro però colpisce ancora, uccidendo Elizabeth proprio la notte delle nozze, come aveva preannunciato. La tragedia di Frankenstein non finisce: infatti il padre, dopo la notizia della morte della figlia adottiva Elizabeth, muore a causa di un colpo apoplettico. Victor decide quindi di vendicarsi del mostro, seguendolo in giro per il mondo, dalla Svizzera al Mediterraneo, dalle steppe russe fino al Polo nord, dove incontra l'equipaggio del capitano Robert Walton. Qui finisce il racconto di Frankenstein, che voleva mettere in guardia Walton contro la conoscenza eccessiva e muore poco dopo per ipotermia. 
Walton scrive un'altra lettera alla sorella, in cui le racconta della morte del nuovo amico, dicendo di essere molto triste per lui, e di come egli gli abbia chiesto di continuare la sua impresa di uccidere il mostro. Frattanto, essendo diversi marinai morti per il freddo, controvoglia Walton decide di ritornare in Inghilterra. Il "Demone" - come lo chiamava Frankenstein - è sopraggiunto nel frattempo, piegato e piangente sul corpo esanime del suo creatore: appena Walton lo accusa dell'assassinio di persone innocenti, il mostro (desideroso solo della morte) gli risponde che il suo odio e la sua malvagità sono state condizionate dal disprezzo e dalla rabbia che gli uomini, primo tra tutti il suo stesso creatore, gli hanno rivolto contro solo per il suo aspetto, e non per questo fa davvero indulgenza sui propri crimini. Il mostro abbandona quindi la nave, decidendo di darsi la morte all'estremità del polo dandosi fuoco, in modo che nessuno possa capire dai suoi resti come creare un altro essere come lui.

## Genesi del romanzo

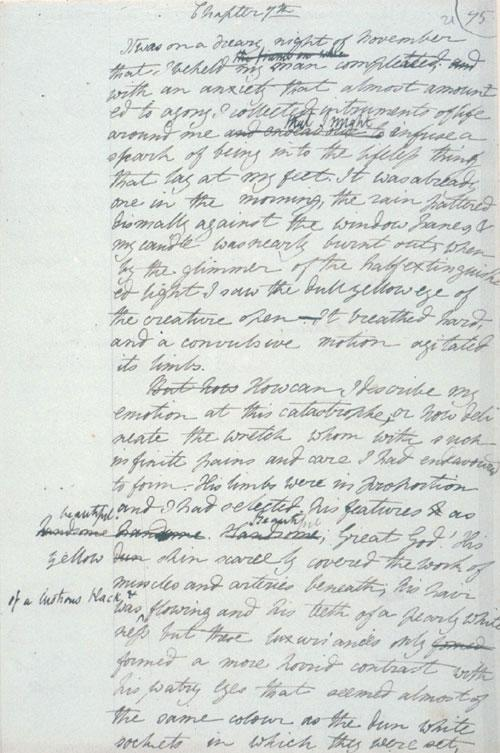
Manoscritto per il Frankenstein di Mary Shelley

Nel maggio 1816 la sorellastra di Mary Shelley, Claire Clairmont, diventa l'amante del poeta Lord George Byron e convince i coniugi Percy e Mary Shelley a seguirla a Ginevra. Il tempo piovoso (fu l'Anno senza estate) confina spesso i dimoranti nella loro residenza di Villa Diodati, dove occupano il tempo libero leggendo storie tedesche di fantasmi, tradotte in francese e raccolte nell'antologia Fantasmagoriana. Byron propone allora di comporre loro stessi una storia di fantasmi: tutti cominciano a scrivere, ma Mary non ebbe subito l'ispirazione.
Le lunghe conversazioni degli uomini vertono sulla natura dei princìpi della vita, sul galvanismo (grazie anche alla presenza dell’amico Polidori, medico interessato al dibattito su tale argomento), sulla possibilità di assemblare una creatura da resti di altre creature morte ed infondere in essa la vita. Tali pensieri scatenano l'immaginazione di Mary e la portano ad avere un incubo che la spaventa molto e dà origine al grande mito gotico, facendole sognare uno studente che si inginocchia di fianco alla creatura che ha assemblato, la quale, grazie a una qualche forza, comincia a mostrare segni di vita.
Mary inizia il racconto decisa a ricreare quel terrore che lei stessa ha provato nell'incubo: il successo dello scienziato nell'animare la creatura l'avrebbe terrorizzato ed egli sarebbe scappato dal suo lavoro, sperando che, abbandonato a se stesso, l'essere sarebbe morto; la creatura invece rimane sconcertata dalla sua solitudine (“Satana aveva i demoni suoi compagni ad ammirarlo e incoraggiarlo; io invece sono solo e detestato”) e avrebbe voluto delle spiegazioni, similmente a quelle di Adamo del Paradiso Perduto di John Milton che compaiono all'inizio del testo:
to mould me man, did I solicit thee

Fattore, di diventar uomo?

T'ho forse chiesto io di trarmi dalle tenebre?»
(John Milton, Paradiso perduto)
Il marito spinge Mary a sviluppare maggiormente la storia, che viene continuata in Inghilterra.

## Pubblicazione
All'uscita anonima l'11 marzo 1818 le critiche sono sfavorevoli, sostenendo che il romanzo non insegni nessuna condotta morale e che affatichi i sentimenti senza coinvolgere la mente. Walter Scott però scrive che l'autore è dotato di una buona capacità d'espressione e di un buon inglese. L'unico indizio che porta all'autore è la dedica a William Godwin, che i critici attribuiscono a Percy Bysshe Shelley, il suo più famoso discepolo. Frankenstein però non è una celebrazione dei razionali principi godwiniani, bensì una lezione morale e forse anche politica su quali azioni possano essere difese come ragionevoli (nella parte centrale, quando la creatura narra la sua storia). I critici tuttavia preferiscono non badare a questo evidente sottofondo e catalogano il romanzo come un'orribile storia movimentata.
In ogni caso Frankenstein, come Dracula, è subito un best seller e i critici rimangono spiazzati quando nella seconda edizione l'autore si rivela essere di sesso femminile (scrivono “per un uomo era eccellente ma per una donna è straordinario”) e per giunta molto giovane (all'epoca della prima stesura la Shelley aveva 21 anni).

## Forme e temi

### Shelley come un modello
Alcuni critici hanno voluto vedere nel talento della scrittrice il riflesso delle doti di Percy Shelley; non è esattamente così.
Shelley aveva fede nei poteri creativi degli uomini, ma Mary dimostra fino a che punto questi possano spingersi se liberati in un contesto scientifico. Percy Shelley sembra così essere il modello iniziale per l'ambizioso scienziato, con cui ha in comune la passione per la scienza (da giovane utilizzava strumentazioni chimiche ed elettriche). Victory - come Victor era il protagonista del romanzo - era per giunta il nome che Percy aveva scelto per se stesso.
Mary parla di una doppia esistenza di suo marito: un aspetto superficiale afflitto da sofferenze e delusioni, ma uno spirito celeste all'interno. Questa sorta di sdoppiamento è comune anche a Frankenstein, il quale sente a un certo punto di essere immerso in una tranquillità interiore come non gli succedeva da tempo.
In un suo componimento Shelley esalta la bellezza della morte e il suo potere tetro; Frankenstein dichiara che per esaminare le cause della vita bisogna far ricorso alla morte, osservare il naturale decadimento del corpo umano recandosi presso tombe e crematori.

### La forma epistolare
La forma epistolare, che viene utilizzata nelle prime pagine del romanzo per introdurre il narratore di secondo grado (Frankenstein) e il suo resoconto degli eventi, è studiata per aumentare la suspense e l'effetto realistico. Essa proviene direttamente da Samuel Richardson, primo sfruttatore di questa tecnica applicata al romanzo (Pamela, o la virtù premiata, Clarissa, Pamela II, Sir Charles Grandison).

### Prometeo
Il sottotitolo del romanzo, Il moderno Prometeo (The modern Prometheus), allude all'aspirazione degli scienziati di poter fare tecnicamente qualsiasi cosa, tema centrale dell'opera. Vi sono due versioni della storia di Prometeo che Mary Shelley cerca di unificare:
- il Prometeo della mitologia greca, un titano ribelle che ruba il fuoco dall'Olimpo per donarlo all'umanità e salvarla, da cui viene tratto il tema della ribellione contro il destino;
- la rielaborazione romana della leggenda di Ovidio (dalle Metamorfosi), in cui Prometeo plasma gli esseri umani dalla creta.

In generale, nell'intero periodo romantico, la figura di Prometeo era vista come un modello, in quanto incarnava il ribelle per eccellenza, a conferma del titanismo che tanto piaceva agli autori dell'Ottocento. Prometeo Liberato era, inoltre, il titolo di uno dei libri pubblicati dal marito Percy nel 1820.

### Il professor Waldman
Uno degli ospiti di casa Godwin è Humphry Davy, famoso chimico sperimentatore; Mary si avvicina ai suoi trattati che portano lo stesso messaggio del professor Waldman di Ingolstadt (insegnante di Frankenstein), ovvero che la scienza ha fatto molto per l'umanità, ma può fare ancora di più. Così Frankenstein dichiara di voler esplorare nuove vie, nuovi poteri fino ad arrivare ai misteri più profondi della creazione. L'autrice non ambisce però a spingersi tanto oltre, come dimostra la morale dell'opera; secondo alcune interpretazioni cerca invece di avvertire il mondo dal pericolo del manipolare forze più grandi dell'uomo. Non va dimenticato che la Shelley vive nell'era del nascente capitalismo. Già Godwin, suo padre, aveva ravvisato il pericolo di anteporre gli scopi scientifici alle responsabilità sociali, dichiarando che la conoscenza sarebbe divenuta presto fredda senza la coerenza con l'umanità.
L'università di Ingolstadt è la stessa de La tragica storia del Dottor Faust di Christopher Marlowe, dove si studiavano testi alchemici riguardanti la ricerca della vita eterna e della pietra filosofale (la leggendaria sostanza capace di trasmutare il ferro in oro).

## Influenze e reminiscenze

### Influenze e la giustizia godwiniana
Mary Shelley ha letto Rousseau, dal quale proviene l'idea di una condizione d'innocenza in cui vive la creatura prima di essere corrotta dalla società e dalle persone. La ragazza araba si chiama Safie, similmente alla Sophie dell'Emilio di Rousseau. Agatha potrebbe invece aver preso il nome dall'omonimo personaggio de Il monaco di Lewis.

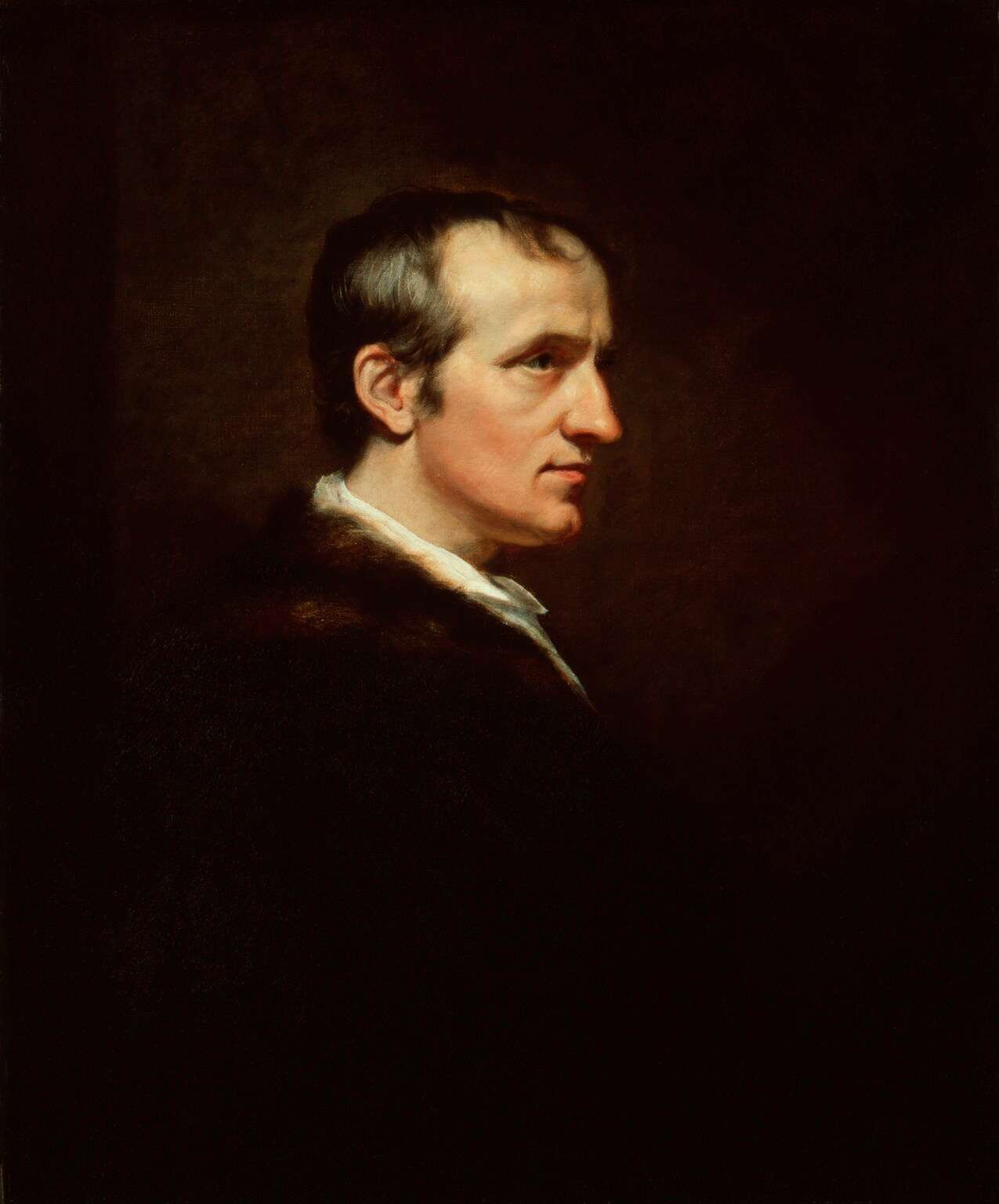
William Godwin

Forte è poi l'influenza del padre: William Godwin in Giustizia politica sostiene che istituzioni come il governo, la legge o il matrimonio, seppur positive, tendano a esercitare forze dispotiche sulla vita della gente; egli aspira a un nuovo ordine sociale basato sulla benevolenza universale, contraddicendo la visione seicentesca di Thomas Hobbes di una società essenzialmente egoista. La Creatura mostruosa, completamente estraniata dalla società, si considera come un demone malefico e chiede giustizia proprio in senso godwiniano: «Do your duty towards me» ("Adempi ai tuoi doveri verso di me"), dice il Mostro a Victor Frankenstein che lo ha messo al mondo, abbandonandolo poi per l'orrore che gli suscitava; Frankenstein rifiuta e il Mostro, come ha promesso in caso di diniego (e come ha già fatto dopo essere stato abbandonato e ripudiato da tutti), si vendicherà uccidendo i suoi amici e la sua famiglia, poi conducendo alla morte lo scienziato stesso; infine però si suiciderà per il rimorso. Non a caso come epigrafe è posta la citazione di Adamo del Paradiso perduto di John Milton (rivoluzionario cristiano radicale come gli antenati di Godwin): «Chiuso entro la mia creta, t'ho forse chiesto io, Fattore, di diventar uomo? T'ho forse chiesto io di trarmi dalle tenebre?».
C'è in Frankenstein, più in generale, una reminiscenza di stile e personaggi del repertorio di Godwin, e la morale che implica un ritorno del male fatto o del bene omesso, come punizione sul responsabile, prima o poi; il Mostro nasce infatti buono, ma è reso estremamente malvagio dal disprezzo degli uomini verso di lui; Frankenstein stesso, avendolo creato sfidando le leggi della natura e avendolo poi rifiutato nonostante fosse suo "figlio", ne è responsabile: 
(Mary Shelley, Frankenstein', capitolo 16)
La creatura desidera quindi che lo scienziato gli crei una compagna. In un primo compassionevole momento Frankenstein accetta la richiesta, ma successivamente distrugge la nuova creazione, temendo che una "razza di diavoli si possa propagare sulla Terra". L'essere si vendica uccidendo l'amico di Frankenstein, Clerval, e sua moglie Elizabeth.
Altra influenza nell'opera di Mary Shelley è quella della Ballata del vecchio marinaio di Samuel Taylor Coleridge, che Mary e la sorellastra Claire avevano la fortuna di sentir recitare dal vivo nella casa paterna. Come il marinaio, Walton parte per la terra "of mist and snow", ("delle nevi e della foschia") ma assicura la sorella che non ucciderà nessun albatros. L'intento della narrazione di Victor è quello di dissuadere Walton dalle sue pericolose ambizioni: "learn my miseries, and do not seek to increase your own” ("imparate dalle mie sofferenze, e non cercate di aumentare le vostre") e cita anche direttamente una stanza della Ballata di Coleridge:
"Doth walk in fear and dread,

And having once torned round walks on,

And turns no more his head;

Because he knows, a frightful fiend

Cammina inquieto d'orridi spaventi,

E una volta guardatosi alle spalle,

Prosegue e non volge più la testa;

Perché sa che un terribile nemico

(Samuel Taylor Coleridge, La ballata del vecchio marinaio)
Da qui si instaura l'inesorabile tema dell'inseguimento tra creatore e creatura che prosegue nel resto della trama.
Anche il Don Chisciotte, libro che Mary leggeva durante la vacanza sulle Alpi, fa sentire la sua influenza: sia Don Chisciotte che Frankenstein partono con l'intenzione di aiutare i loro simili ma giungono pian piano a un tragico personale epilogo. Alcuni considerano, senza molto fondamento, che l'ispirazione sia all'alchimista Johann Konrad Dippel, sebbene questi abbia dimorato nel Burg Frankenstein, castello appartenuto ai Frankenstein vissuti in Germania nel XIII secolo.
In ogni caso Mary Shelley non sembra “rubare” elementi specifici di altri autori, ma piuttosto sembra sfruttare le sue numerose conoscenze letterarie.

### Sensismo
Il sensismo sviluppato da Locke e portato avanti dai filosofi francesi settecenteschi Diderot e Condillac viene sfruttato da Mary Shelley. L'essere dichiara così di distinguere "i vari sensi" e nel suo ultimo discorso, al capitano Walton, è dispiaciuto del fatto che non potrà più vedere il sole o le stelle e sentire il vento sulla pelle. La Shelley piega la trama alle teorie lockiane facendo imparare alla creatura lingua, storia e morale dell'uomo origliando le conversazioni dei De Lacey e leggendo il Paradiso perduto, le Vite di Plutarco e il Werther di Goethe.

### La luce
Nel quadro di una società che sembra talvolta valutare l'apparenza prima dei sentimenti e dei bisogni, la luce assume un ruolo importantissimo. Dal ruolo centrale che assume coi pittori e poeti romantici, diviene con Humphry Davy dispensatrice di organizzazione e movimento nell'universo, in quanto possiamo immaginare le stelle come soli di altri mondi.
Strettamente connesso con la luce è il fenomeno dell'aurora boreale che si può osservare al Polo Nord, una delle grandi ambientazioni di Frankenstein.
La luce è poi sinonimo di divinità, di un Dio sconosciuto, della sua manifestazione attraverso la natura.

### Frankenstein e il suo genere
Per l'autrice di quello che è generalmente considerato il più grande mito gotico di tutti i tempi, la presenza di alcune opere come retroterra letterario è scontata: ha infatti letto I misteri di Udolpho (1794) e L'italiano (1796) di Ann Radcliffe, Il monaco di Matthew Gregory Lewis, Vathek di William Beckford. Quest'ultimo si rifiuta di ammettere Frankenstein all'interno del genere gotico, per lo stile realistico delle sue descrizioni, che producono un effetto molto più potente dello stile rifinito di Beckford. In effetti Frankenstein è diverso dal tradizionale gotico in cui gli elementi naturali rimangono intatti. Quella natura che ci circonda, tanto amata nel Settecento, viene fortemente invasa. È Victor stesso a dichiarare di voler sconfiggere ogni malattia e debolezza umana.
Vi sono alcuni punti però che possono accostare Frankenstein al gotico, come l'ansia data per la mancanza di una via d'uscita e il fatto che entrambi i protagonisti vogliano perseguitarsi fino alla morte di uno di loro. Man mano che si procede verso la fine della storia i loro percorsi si fanno sempre più intrecciati, fino a ricordare un Doppelgänger Motiv. Il romanzo può dunque rientrare in un tipo di gotico moderno che illustra l'aspetto più importante di questo genere e cioè la mancanza del rapporto tra causa ed effetto o comunque la sua debolezza. Successivamente l'opera è stata anche considerata il primo romanzo di fantascienza.

### Galvanismo
Nel 1803 Giovanni Aldini, nipote dello sperimentatore anatomico Luigi Galvani, pubblica a Londra An account of the late improvements in Galvanism, che include il resoconto di alcuni interessanti esperimenti. Tramite l'uso di archi elettrici si è riusciti a infondere il movimento in un cadavere tanto da dare l'impressione di rianimazione. Aldini aggiunge che con determinate condizioni forse si sarebbe potuta ripristinare anche la vita stessa.
L'autrice, però, conosce direttamente questa "realtà" scientifica per mezzo delle esperienze del marito Percy, che sin da giovane si era interessato all'uso dell'elettricità in campo scientifico: «Lunghe e frequenti erano le conversazioni tra Lord Byron e Shelley, a cui io assistevo con devozione ma quasi sempre in silenzio. Durante uno di questi incontri vennero discusse varie dottrine filosofiche, tra cui la natura del principio vitale, e se vi fossero probabilità che venisse scoperto e divulgato. […] Forse un corpo poteva essere rianimato; il galvanismo aveva dato speranze in questo senso; forse le componenti di n essere vivente potevano essere fabbricate, assemblate, infuse di calore vitale».

## Interpretazioni ed esegesi

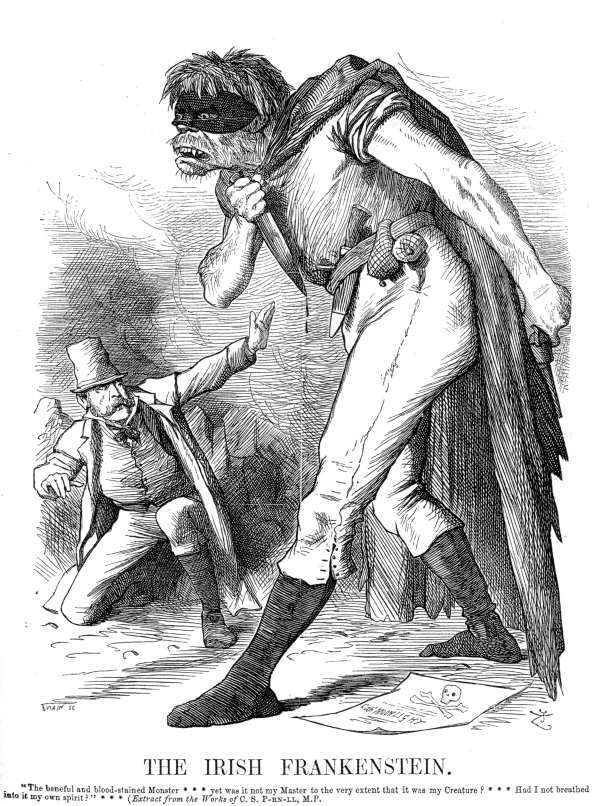
Vignetta satirica di propaganda anti irlandese (Punch, 1882)

### Interpretazione politico civile
Il fatto che la creatura sia senza nome e che sia comunque priva di individualità può farla apparire, in un'ottica marxista, come il simbolo dell'emergente proletariato industriale. Fatto sta che i Tories radicali sfruttarono il mito letterario di Mary Shelley come strumento di propaganda contro le tendenze ateiste e rivoluzionarie del tempo, ad esempio dichiarando che uno Stato senza una religione è come un corpo umano senz'anima. Del resto i conservatori avevano preso a modello la figura del mostro, paragonata all'insurrezione sin dai tempi della rivoluzione francese; Burke era stato uno dei primi a farlo.
Per comprendere la rivoluzione e il successivo periodo napoleonico, Mary e Percy Shelley non rimasero chiusi negli ambienti radicali a cui erano abituati, ma lessero anche opere conservatrici e anti giacobine come quelle di Burke, pervase dal senso di minaccia maligna legato alla Rivoluzione. Tuttavia, come ricorda Nadia Fusini: «Ma tale operazione metaforica non risolve comunque la questione, e la domanda resta: chi ha creato le condizioni spettrali? Non sarà che si è minacciati dal mostro che noi stessi abbiamo creato? […] Figlia di genitori illustri, […] amante e poi moglie di Shelley, fanciulla istruita […] Mary è una giovane donna radicale, cresciuta nell'adorazione della madre morta, intellettuale ed eroica sostenitrice dell'idea di uguaglianza e libertà; e nel culto di un padre che è simbolo vivente della difesa dei diritti umani dei più deboli. È per istinto radicale. […] A lei è chiaro che se l'operaio si ribella, è perché le condizioni della sua esistenza sono troppo dure, perché qualcuno non lo tratta bene, con giustizia, con coscienza, come si dovrebbe sempre trattare un uomo. […] Se Mary riprende l'immagine del 'mostro' - addebitata, ripeto, alla folla rivoluzionaria parigina, come alle masse operaie - è per rovesciarla».

## Confronto tra le edizioni
- Nell'edizione del 1831 vengono ridotti i termini e le spiegazioni scientifiche.
- Nell'edizione del 1818 Elizabeth veniva presentata come la cugina di Victor (figlia della sorella di suo padre). Sebbene nell'edizione definitiva del 1831 venga mantenuto il termine cugina, la ragazza non è più legata biologicamente al futuro marito, in modo da allontanare l'idea di incesto.
- La destinazione del viaggio di nozze degli sposi viene cambiata da Colonia (residenza di Byron nell'estate del 1816) al Lago di Como, dove Percy e Mary avevano pensato di stabilirsi nella loro fuga sul continente.
- Dopo la morte di Percy, la nuova edizione dell'opera della moglie risente di una maggiore influenza della provvidenza nella vita degli esseri umani. Se già nel 1818 è chiaro lo scopo ossessivo di creare qualcosa senza pensare poi alle conseguenze, nel 1831 questo diventa ancora più esplicito.

## Personaggi
- Victor Frankenstein
- La Creatura
- Caroline Beaufort Frankenstein
- Alfonso Frankenstein
- Elisabeth Lavenza
- Henry Clerval
- Justine Moritz
- Professor Waldman
- De Lacey
- Robert Walton

## Opere derivate

### Cinema

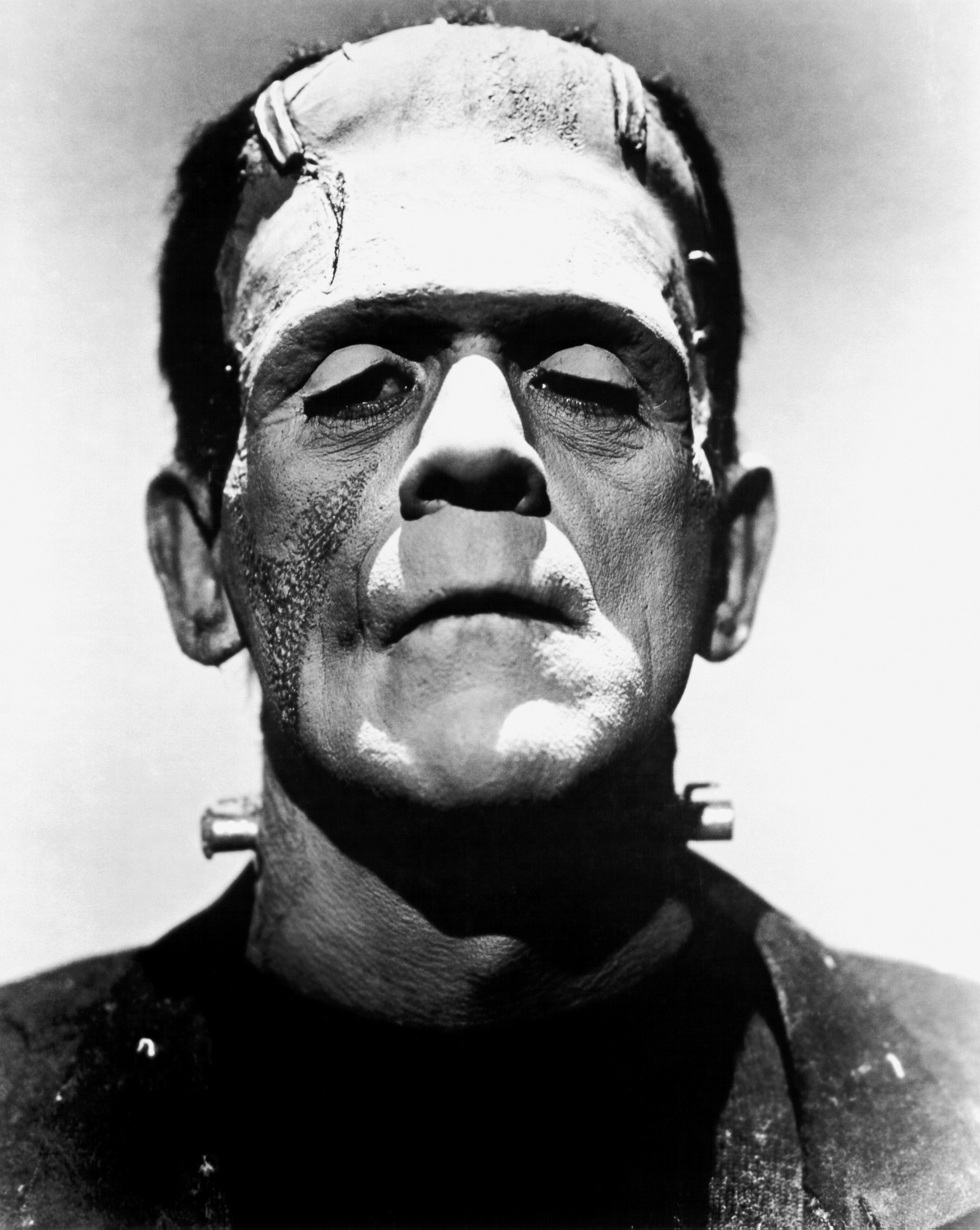
Boris Karloff nei panni del mostro cinematografico

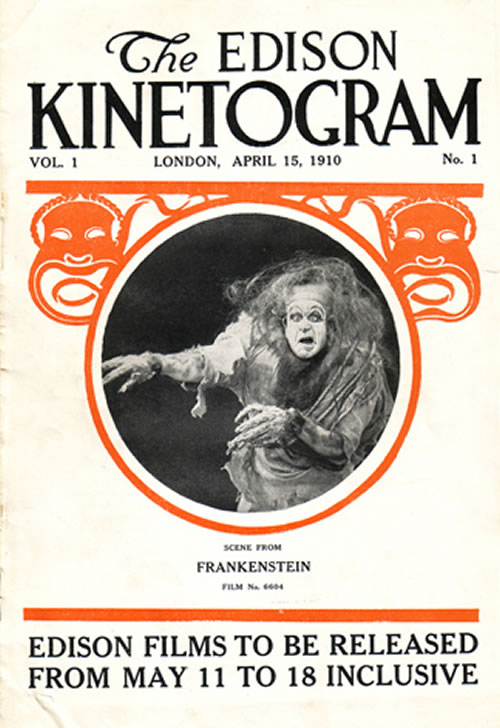
Locandina del film Frankenstein del 1910

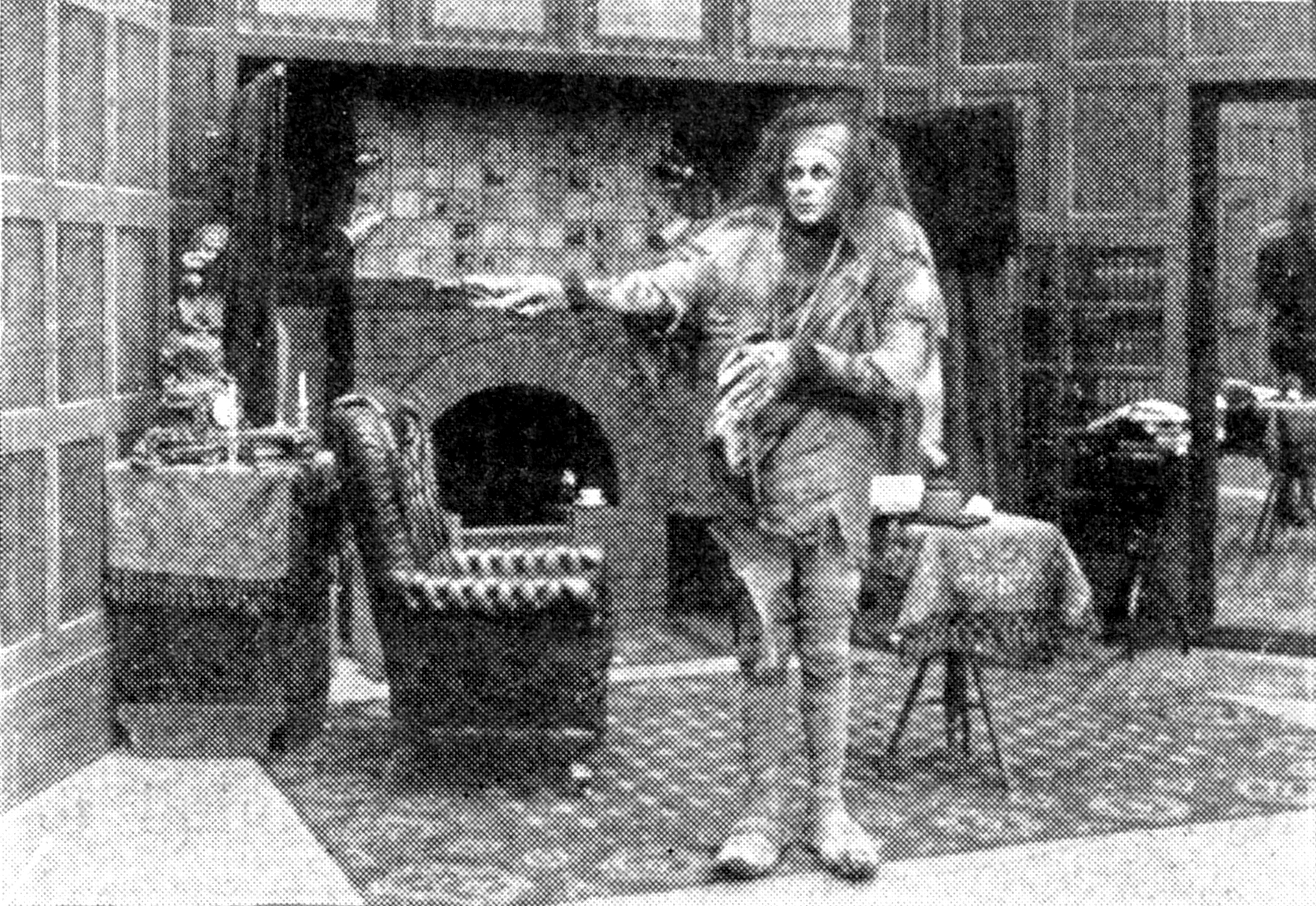
Fotogramma del film Frankenstein del 1910

Il cinema ha attinto a piene mani ai personaggi di Mary Shelley, tanto da produrre una quantità sostanziosa di film, dai riscontri molto diversificati di critica e pubblico. Quello che segue è solo un elenco parziale, in ordine cronologico, di pellicole distribuite in italiano di un certo rilievo:
- Frankenstein - cortometraggio muto del 1910 di J. Searle Dawley
- Frankenstein - film del 1931 diretto da James Whale
- La moglie di Frankenstein - film del 1935 diretto da James Whale
- Il figlio di Frankenstein - film del 1939 diretto da Rowland V. Lee
- Il terrore di Frankenstein - film del 1942 diretto da Erle C. Kenton
- Frankenstein contro l'uomo lupo - film del 1943 diretto da Roy William Neill
- Al di là del mistero (House of Frankenstein) di Erle C. Kenton (1944)
- La strage di Frankenstein - film del 1957 diretto da Herbert L. Strock
- La maschera di Frankenstein - film del 1957 diretto da Terence Fisher
- Frankenstein 1970 - film del 1958 diretto da Howard Koch
- La vendetta di Frankenstein - film del 1958 diretto da Terence Fisher
- Orlak, el infierno de Frankenstein - film del 1960 diretto da Rafael Baledón
- La rivolta di Frankenstein - film del 1964 diretto da Freddie Francis
- Frankenstein alla conquista della Terra - film del 1965 diretto da Ishirō Honda
- La maledizione dei Frankenstein - film del 1967 diretto da Terence Fisher
- Distruggete Frankenstein! - film del 1969 diretto da Terence Fisher
- Gli orrori di Frankenstein - film del 1970 diretto da Jimmy Sangster
- Lady Frankenstein - film del 1971 diretto da Mel Welles (Ernst R. von Theumer) (1971)
- Dracula contro Frankenstein (Dracula vs. Frankenstein, 1971), diretto da Al Adamson
- Dracula contro Frankenstein (Dracula prisonnier de Frankenstein, 1972), diretto da Jesús Franco
- Frankenstein 80 - di Mario Mancini, 1973
- Frankenstein e il mostro dell'inferno - film del 1974 diretto da Terence Fisher
- Il mostro è in tavola... barone Frankenstein - di Antonio Margheriti e Paul Morrissey, 1974
- Blackenstein - di William A. Levey del 1974
- L'isola del dottor Frankenstein - di Jerry Warren, 1981
- La sposa promessa (The Bride) di Franc Roddam (1985)
- Lo strano caso del dottor Frankenstein - di D. Roberts, 1988
- Frankenstein oltre le frontiere del tempo - film del 1990 diretto da Roger Corman
- Frankenstein 2000 - di Joe D'Amato, 1991
- Frankenstein: The Real Story - di David Wickes, 1992 film TV
- Frankenstein di Mary Shelley - film del 1994 diretto da Kenneth Branagh
- Van Helsing (film) - film del 2004 diretto da Stephen Sommers
- Vampire Girl vs Frankenstein Girl - di Yoshihiro Nishimura del 2009
- The prometheus project - di Sean Tretta, 2010
- The Frankenstein Theory - di Andrew Weiner del 2013
- I, Frankenstein - di Stuart Beattie del 2014
- Victor - La storia segreta del dott. Frankenstein (Victor Frankenstein), regia di Paul McGuigan (2015)
- Frankenstein, regia di Bernard Rose (2015)
- Frankenstein, regia di Guillermo del Toro (2025)

#### Parodie
- Il cervello di Frankenstein - film del 1948 diretto da Charles T. Burton
- Frankenstein Junior - film di Mel Brooks del 1974
- Frankenstein all'italiana - diretto da Armando Crispino nel 1975
- Frankenweenie - cortometraggio di Tim Burton del 1984
- Fracchia contro Dracula - film di Neri Parenti 1985
- Frakkienstain-mediometraggio di Lorenzo De Luca 1987
- Karlenstein - sitcom di Silvia Gianazza 1995
- Il mio amico Frankenstein - film di Robert Tinnell 1997
- Frankenweenie - film d'animazione di Tim Burton del 2012, tratto dall'omonimo cortometraggio
- Hotel Transylvania - film d'animazione di Genndy Tartakovsky 2012
- Hotel Transylvania 2 - film d'animazione di Genndy Tartakovsky 2015
- Hotel Transylvania 3 - Una vacanza mostruosa - film d'animazione di Genndy Tartakovsky 2018

#### Citazioni
- Lo spirito dell'alveare - film del 1973 diretto da Víctor Erice
- Gothic - film del 1986 diretto da Ken Russell
- Demoni e dei - film del 1998 di Bill Condon
- Frankenstein's Army - film del 2013 di Richard Raaphorst[16]
- Mary Shelley - Un amore immortale (Mary Shelley), regia di Haifaa al-Mansour (2017)

### Televisione
- Frankenstein - Una storia vera - miniserie televisiva di Jack Smight del 1973
- Frankenstein - film tv d'animazione di Yūgo Serikawa del 1981
- La famiglia Addams (il personaggio di Lurch è una versione della creatura)
- Carletto il principe dei mostri
- Highlander - serie TV del 1997, 5° st. episodio Genio e sregolatezza
- Alvin Superstar incontra Frankenstein - 1999
- Frankenstein - miniserie televisiva di Kevin Connor del 2004
- The Lab - film televisivo di Marcus Nispel del 2004
- C'era una volta (Once Upon a Time) - serie tv statunitense del 2012, episodio 12 della stagione 2 il personaggio compare per tutta la stagione 2 e parte della 3ª stagione.
- Transformers (serie animata) - episodio 17, Autobot Spike / Il mostro di Frankenstein
- Kyashan - Il ragazzo androide - il principale avversario della serie, il capo degli androidi, è Bryking, un robot dalle fattezze frankensteiniane a cui un fulmine ha dato vita, facendolo nel contempo impazzire.
- L'imbattibile Daitarn 3 - episodio 9, Uno strano inseguitore
- Cyborg 009 - Fra i personaggi malvagi c'è uno scienziato che ridà vita ai cadaveri. Il suo campione è un emulo di Frankenstein.
- Tre gemelle e una strega - episodio Frankenstein
- Monster High - Il personaggio di Frankie Stein è la figlia di Frankenstein
- Penny Dreadful - serie tv statunitense e britannica del 2014 - 2016 (personaggi Victor Frankenstein e "la Creatura")
- The Fankenstein Chronicles - serie tv britannica del 2015 con Sean Bean
- Second Chance - serie tv statunitense del 2016.

### Musical
- The Rocky Horror Picture Show - musical del 1975 diretto da Jim Sharman
- Frankenstein Dramma Rock - musical del 2012 di Renato Billi

### Teatro
- Radio Frankenstein - spettacolo teatrale del 2017, scritto e diretto da Markus Zohner per il Festival Resonances II del Joint Research Centre della Commissione Europea di Ispra.

### Fumetti
- Frankenstein, adattamento realizzato nel 1999 da Guido Crepax.
- Frankenstein (フランケンシュタイン), versione manga disegnata dal maestro dell'horror giapponese Junji Itō.
- Angel vs Frankenstein, fumetto del 2009 scritto da John Byrne e pubblicato dalla IDW Publishing che narra dell'incontro (avvenuto dopo i fatti narrati nel romanzo) tra il mostro e il vampiro Angelus.
- Angel vs Frankenstein II, fumetto del 2010 seguito del precedente.
- Il mostro di Frankenstein è un fumetto pubblicato dalla Marvel Comics, creato da Roy Thomas (testi) e Don Heck (disegni), la prima apparizione come robot avviene in X-Men (prima serie) n. 40 (gennaio 1968), mentre la seconda apparizione come originale avviene in The Monster of Frankenstein n. 1 (gennaio 1975).
- In Soul Eater è presente un personaggio di nome Franken Stein, chiaramente ispirato al dottor Frankenstein di Mary Shelley.
- Blizzard ha realizzato due fumetti per accompagnare l'evento di Halloween di Overwatch denominato La Vendetta di Junkenstein: Junkenstein (11 ottobre 2016) e Il Ritorno di Junkensein (19 ottobre 2017).[17][18]

### Videogiochi
Videogiochi basati sul personaggio o sue imitazioni:
- Frankenstein Adventure (1981), avventura testuale per TRS-80
- Frankenstein's Monster (1983) per Atari 2600
- Castle Frankenstein (1984), avventura testuale per BBC/Electron
- Dr. Franky and the Monster (1984) per ZX Spectrum
- Frank N Stein (1984) per Amstrad CPC, ZX Spectrum
- Frankenstein 2000 (1985) per BBC/Electron, Spectrum
- Bride of Frankenstein (1987) per CPC, Commodore 64, Spectrum
- Frankenstein (1987) per C64, Spectrum
- Frankenstein Jnr. (1990) per CPC, C64, Spectrum
- Frankenstein: The Monster Returns (1990) per NES
- Castle Frankenstein (1991) per Atari ST
- Frankenstein (1992) per Amiga, Atari ST, C64
- Dr. Franken (1992) per Game Boy
- Dr. Franken II (1993) per Game Boy
- The Adventures of Dr. Franken (1993) per SNES
- Frankenstein (1994) per MS-DOS
- Mary Shelley's Frankenstein (1994) per Mega Drive, SNES
- The Essential Frankenstein (1994) per Windows 3.1
- Frankenstein: Through the Eyes of the Monster (1995) per Macintosh, Saturn, Windows 3.1
- Frankenstein: The Dismembered Bride (2009) per Macintosh, Windows, iOS
- The Island of Dr. Frankenstein (2009) per Wii
- The Will of Dr. Frankenstein (2010) per Wii
- Escape from Frankenstein's Castle (2010) per Macintosh, Windows
- Frankenstein: Master of Death (2015) per Macintosh, Windows, Linux
- The Pinball Arcade (2016), due espansioni a tema per PlayStation 3
- Dr. Frank's Build a Boyfriend (2016) per molte piattaforme
- Stern Pinball Arcade (2016), espansione Mary Shelley's Frankenstein per Windows
- The Frankenstein Wars (2017) per iOS, Android
- Frankenstein: Beyond the Time (2018) per Windows

### Altro
- Frankenstein, set di dischetti stereoscopici del 1976 per il sistema View-Master contenente un adattamento dell'opera per diorami.[20][21]

## Traduzioni italiane
- Frankenstein, traduzione di Ranieri Cochetti, Collana Il romanzo nero, Donatello De Luigi, 1944.

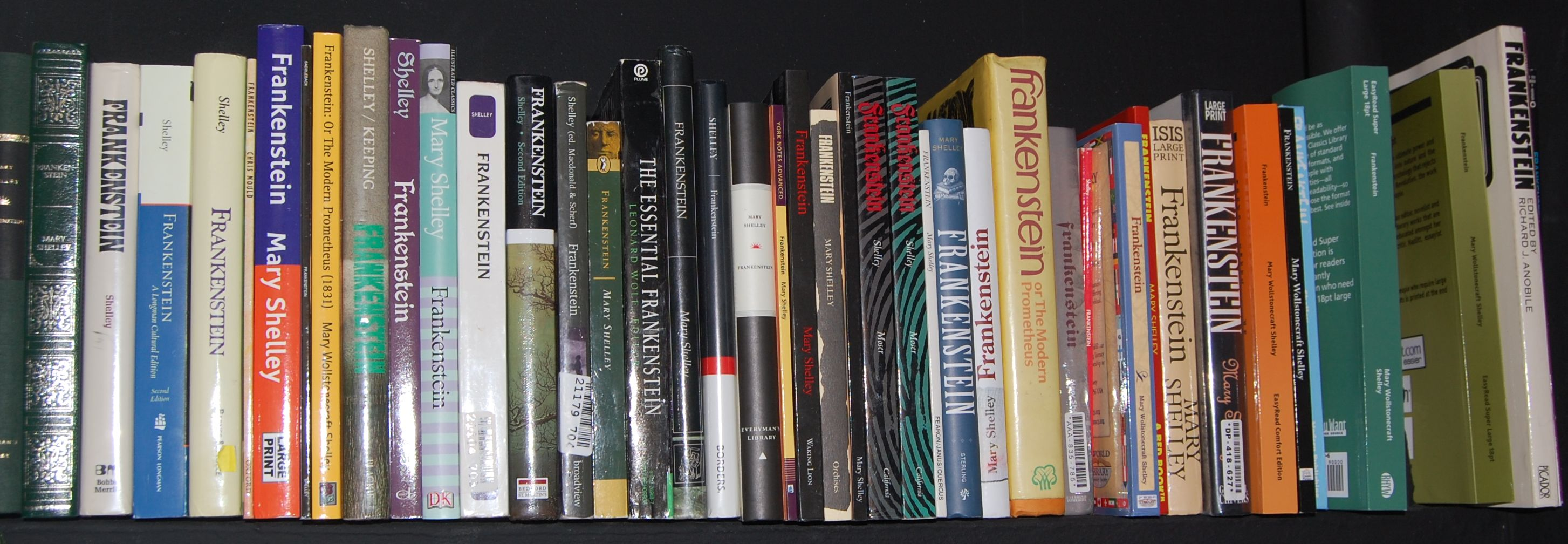
Edizioni di Frankenstein

- Malcolm Skey (a cura di), Frankenstein, ovvero Il Prometeo moderno, traduzione di Stefania Censi, I Grandi Tascabili Bompiani, Milano, Bompiani R.C.S. Libri, 1994, ISBN 88-452-2286-1.
- Frankenstein, traduzione di Bruno Tasso, Collana BUR, Milano, Rizzoli, 1952. - Milano, Fabbri, 2002.
- Frankenstein, o il Prometeo moderno, traduzione di Chiara Zanolli e Laura Caretti, Collana Oscar Classici, Milano, Arnoldo Mondadori Editore, 1982,  pp. 277 (solo il romanzo), cap. XXIV (più le lettere di Walton a inizio e fine libro), ISBN 88-04-50845-0.
- Frankenstein, traduzione di Maria Paola Saci e Fabio Troncarelli, Collana i grandi libri, Milano, Garzanti.
- Frankenstein, traduzione di Simona Fefè, Collana I Classici Classici, Milano, Frassinelli, 1995. - Con uno scritto di Muriel Spark, Collana Oscar Classici, Mondadori, 2016.
- Frankenstein, traduzione di J. Maghelli, Collana Highlander, Edizioni Clandestine, 2009, ISBN 978-88-957-2042-5.
- Frankenstein, traduzione di Luca Lamberti (i.e., anonima redazionale), Torino, Einaudi, 2009-2019.
- Mary Wollstonecraft Shelley, George Gordon Byron, John Polidori, La notte di Villa Diodati, traduzione di Sarah Russo, saggio introduttivo di Danilo Arona, Collana Le Sfingi, Nova Delphi Libri, 2011,  p. 388, ISBN 978-88-97376-07-1.
- Frankenstein o il moderno Prometeo, traduzione di Laura Caretti, Introduzione di Stephen King, Novara, Planeta De Agostini, 2011, ISBN 978-84-674-8907-1.
- Frankenstein. Il moderno Prometeo, Introduzione e traduzione di Alessandra Serena, Selino's, 2011.
- Frankenstein, traduzione di Nicoletta Della Casa Porta, Collana Y Classici, Firenze, Giunti, 2012.
- Frankenstein, traduzione di Mario Sala Gallini, Collana I classici del Battello a vapore, Piemme, 2012.
- Frankenstein, traduzione di Giorgio Borroni, Collana UEF.I Classici, Milano, Feltrinelli, 2013.
- Frankenstein, traduzione di Paolo Bussagli, Introduzione di Riccardo Reim, Roma, Newton Compton, 2016.
- Frankenstein 1818. Edizione integrale, traduzione di Alessandro Fabrizi, Collana Le Grandi Scrittrici, Neri Pozza, 2018, ISBN 978-88-545-1758-5.
- Frankenstein. Edizione critica, a cura di S. Noto Goodweel, Collana Biblioteca di classici, Torino, Lindau, 2018, ISBN 978-88-335-3058-1.
- Villa Diodati Files. Il primo Frankenstein (1816-17), a cura di Fabio Camilletti, Collana Le Sfingi, Nova Delphi Libri, 2018, ISBN 978-88-973-7674-3.
- Frankenstein, traduzione di Silvia Castoldi, Introduzione di Mario Praz, Collana grandi classici, Milano, BUR Rizzoli, 2019, ISBN 978-88-171-4221-2.